# Насыров, Юсуф Саидович
Юсуф Саидович Насыров (24 августа 1932, Ходжент — 12 июля 2007, Душанбе) — советский и таджикистанский учёный в области физиологии растений, доктор биологических наук (1966), профессор, директор Института физиологии и биофизики АН Таджикской ССР (1964—1986), ректор Таджикского сельскохозяйственного института (ныне Таджикского аграрного университета) (1986—2000), действительный член Академии наук Республики Таджикистан, заслуженный деятель науки Республики Таджикистан (1990), лауреат Государственной премии Таджикистан в области науки имени Абу Али ибн Сины (1996)

## Биография
Родился 24 августа 1932 года в Худжанде  в семье крупного государственного, общественно-политического деятеля, оставившего светлый след в истории народного просвещения и культуры ТаджикистанСаида Насырова.
1950 — окончил естественный факультет Ленинабадского государственного педагогического института (ныне Худжандский государственный университет им. Б. Гафурова).
1950—1954 — учился в аспирантуре Ботанического института АН СССР в г. Ленинграде.
1954 −1986 — старшим научным сотрудником, заведующим лабораторией физиологии и биофизики растений после преобразования лаборатории в отдел, зав. отделом, с 1964 г. — первый директор Института физиологии и биофизики АН Таджикской ССР.
1986 −2000 — ректор Таджикского аграрного университета
2001—2007 — Председатель Фонда мира и согласия Таджикистана, член Совета Федерации мира и согласия — международной неправительственной организации с консультативным статусом при ЭКОСОС ООН и статусом участника Совета Европы.
Ю. С. Насыров ушёл из жизни 12 июля 2007 года, похоронен в г. Душанбе.

## Научная деятельность и труды
В 1966 г. защитил докторскую диссертацию в Институте физиологии растений им. К. А. Тимирязева АН СССР Насыров Ю. С. вскоре был избран членом-корреспондентом АН Таджикской ССР, в 1981 г. избирается действительным членом АН Таджикской ССР.
С его именем связана разработка новой для науки проблемы — генетики фотосинтеза и продуктивности. Насыров Ю. С. стоял у истоков формирования таджикской школы молекулярных биологов, биофизиков и генетиков, которая внесла весомый вклад в развитие физиологической генетики продуктивности, генной и клеточной инженерии, селекции перспективных сортов сельскохозяйственных растений. Возглавив Таджикский аграрный университет в 1986 году он перестроил учебный процесс, повысил качество подготовки специалистов.
Ю. С. Насыров — организатор и участник многих международных, всесоюзных и республиканских съездов, конференций и совещаний. Он являлся инициатором и принимал активное участие в подготовке и проведении
- Всесоюзного совещания «Фотосинтез и использование солнечной энергии» (Душанбе, 1967), Международного симпозиума «Генетика фотосинтеза» (Душанбе, 1972),
- XIV Международного генетического конгресса «Генетика фотосинтеза и продуктивность растений» (Москва, 1978),
- Всесоюзной научной конференции «Проблемы генетики, селекции и интенсивной технологии сельскохозяйственных культур», посвященной 100-летию со дня рождения академика Н. И. Вавилова.

Участвовал в международных конгрессах, выступая с научными докладами в США, Франции, Германии, Голландии, Индии, Польше, Израиле, Иране, Болгарии, Китае с лекциями о достижениях науки в Республике Таджикистан.
Под руководством Ю. С. Насырова защитили кандидатские диссертации более 50 человек, при научной консультации защитили докторские диссертации 15 ученых. Ю. С. Насыровым опубликовано более 350 научных работ, 3 монографии, ряд его работ издан за рубежом. Многие его ученики работают в различных областях народного хозяйства и возглавляют научные ячейки в Таджикистане. Являлся почетным членом Российского общества физиологов растений и входил в состав редакционного совета журнала «Физиология растений» Российской академии наук.
Американский биографический институт номинировал Ю. С. Насырова на получение звания «Человек 2000 года».

## Награды
- Орден «Знак Почета»,
- медалями и Почетными грамотами.
- Заслуженный деятель науки Республики Таджикистан(1990),
- Лауреат Государственной премии имени Абуали ибн Сино в области науки (1996).